# Tabanus maliensis
Tabanus maliensis är en tvåvingeart som beskrevs av Candice M. Goodwin 1982. Tabanus maliensis ingår i släktet Tabanus och familjen bromsar.
Artens utbredningsområde är Mali. Inga underarter finns listade i Catalogue of Life.